# PC USER
PC USER（ピーシーユーザ）は、ソフトバンク出版事業部（後のSBクリエイティブ)が発行するパソコン雑誌。
1994年7月にHello!PCとして創刊。コンセプトは「初心者に優しいパソコン情報誌」であった。
1996年6月号から「パーソナルコンピュータ情報誌」として初心者向けから中・上級者向けへと編集方針を転換し、同時に誌名をPC USERに変更。
2005年10月号から誌面を大幅刷新したものの、2006年2月号をもって休刊し、同時にIT系ニュースサイトの「ITmedia」に移管し、「ITmedia +D PC USER」としてリニューアルした。

## 歴史
- 1994年7月 - Hello!PCとして創刊
- 1997年4月 - 月刊から、月2回刊行に変更
- 1999年4月 - PC USERに誌名変更
- 2003年8月 - 月刊に変更
- 2005年8月 - 通巻200号を達成
- 2005年12月 - 2006年2月号をもって休刊。インターネットサイト「ITmedia」に移管し、雑誌形態からウェブサイト形態へ転換